# Pisma sv. Nikolaju
Pisma sv. Nikolaju (poljsko Listy do M.) je poljski romantično-komični film iz leta 2011, ki ga je režiral Mitja Okorn po scenariju Karoline Szablewske, Marcina Baczyńskega in Sama Akine. Zgodba prikazuje dogajanje na božični večer, ko več ljudi odkrije svojo življenjsko ljubezen, s čimer se delno naslanja na film Pravzaprav ljubezen iz leta 2003. Snemanje je potekalo v Varšavi med 27. januarjem in marcem 2011.
Film je bil premierno prikazan 10. novembra 2011 v poljskih kinematografih in je naletel na dobre ocene kritikov. Do sedaj so posneli štiri nadaljevanja z drugimi režiserji, Pisma sv. Nikolaju 2 leta 2015, Pisma sv. Nikolaju 3 leta 2017 in Pisma sv. Nikolaju 4 leta 2020.

## Vloge
- Maciej Stuhr kot Mikołaj
- Roma Gąsiorowska kot Doris
- Agnieszka Dygant kot Karina
- Tomasz Karolak kot Melchior »Mel Gibson«
- Piotr Adamczyk kot Szczepan
- Agnieszka Wagner kot Małgorzata
- Wojciech Malajkat kot Wojciech
- Katarzyna Zielińska kot Betty
- Katarzyna Bujakiewicz kot Larwa
- Paweł Małaszyński kot Wladi
- Beata Tyszkiewicz kot Malina
- Leonard Pietraszak kot Florian
- Marta Ścisłowicz kot tajnica
- Lech Ordon kot dedek
- Julia Wróblewska kot Tosia
- Katarzyna Radochońska kot prodajalka
- Jakub Jankiewicz kot Kostek
- Adam Tyniec kot Kacper
- Anna Matysiak kot Majka